# Luigi D'Oriano
Luigi D'Oriano es un deportista italiano que compitió en taekwondo. Ganó una medalla de bronce en el Campeonato Mundial de Taekwondo de 1983, y dos medallas de bronce en el Campeonato Europeo de Taekwondo en los años 1984 y 1986.

## Palmarés internacional
| Campeonato Mundial | Campeonato Mundial     | Campeonato Mundial | Campeonato Mundial |
| Año                | Lugar                  | Medalla            | Categoría          |
| ------------------ | ---------------------- | ------------------ | ------------------ |
| 1983               | Copenhague (Dinamarca) | Medalla de bronce  | –73 kg             |
| Campeonato Europeo |                        |                    |                    |
| Año                | Lugar                  | Medalla            | Categoría          |
| 1984               | Stuttgart (RFA)        | Medalla de bronce  | –73 kg             |
| 1986               | Seefeld (Austria)      | Medalla de bronce  | –76 kg             |